# Nicolas Frey
Nicolas Sébastien Frey (* 6. března 1984, Thonon-les-Bains, Francie) je francouzský fotbalový obránce, od roku 2008 hráč klubu AC Chievo Verona. Mimo Francii působil na klubové úrovni v Itálii. Jeho starším bratrem je bývalý fotbalový brankář Sébastien Frey.

## Klubová kariéra
- AS Vence (mládež)
- AS Cannes (mládež)
- AS Cannes 2003–2004
- AC Legnano 2004–2005
- Modena FC 2005–2008
- AC Chievo Verona 2008–